# Eminium regelii
Eminium regelii är en kallaväxtart som beskrevs av Aleksei Ivanovich Vvedensky. Eminium regelii ingår i släktet Eminium och familjen kallaväxter. Inga underarter finns listade.